# Borstei

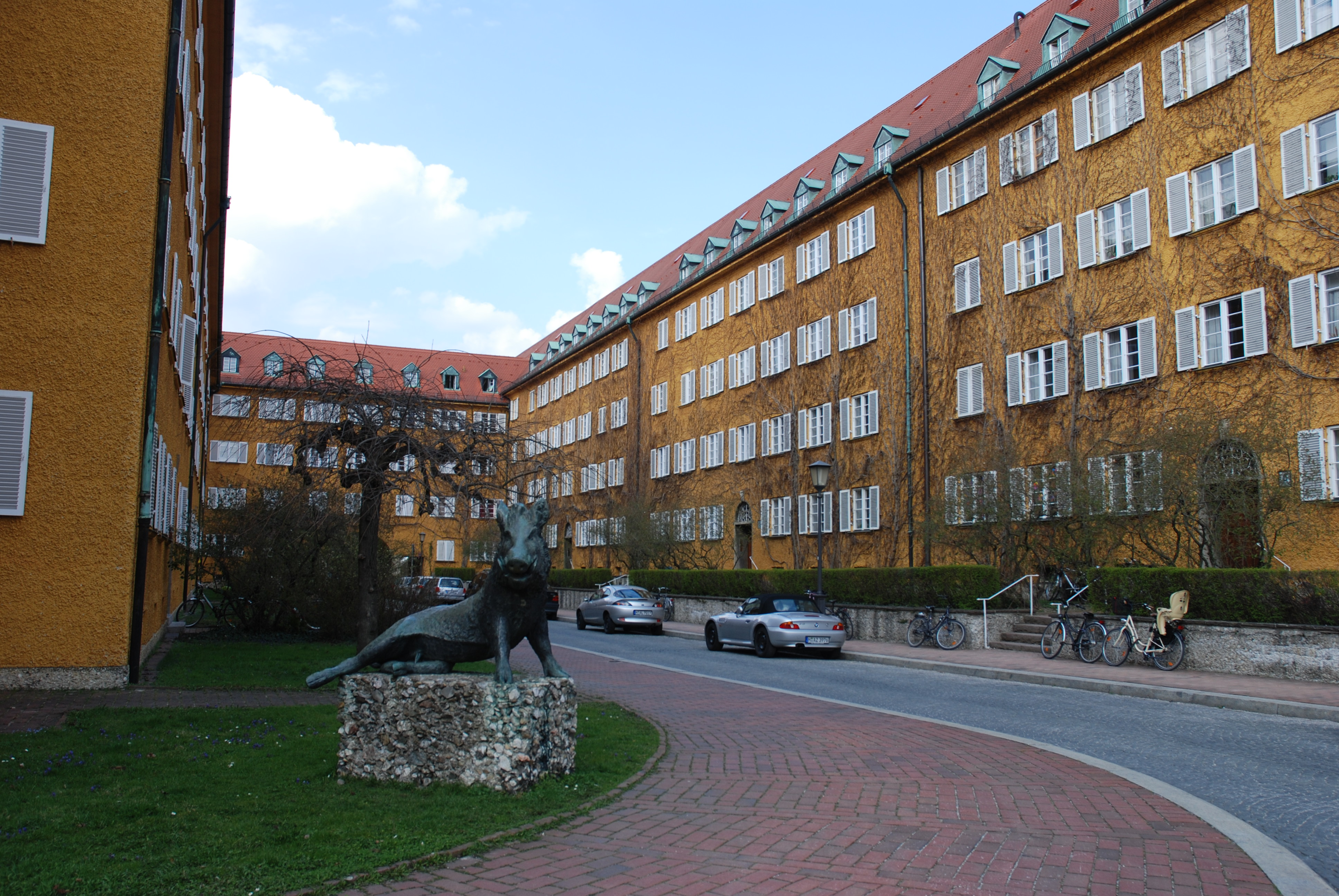
Löfftz-Strasse med Martin Mayers Sittande vildsvinsgalt

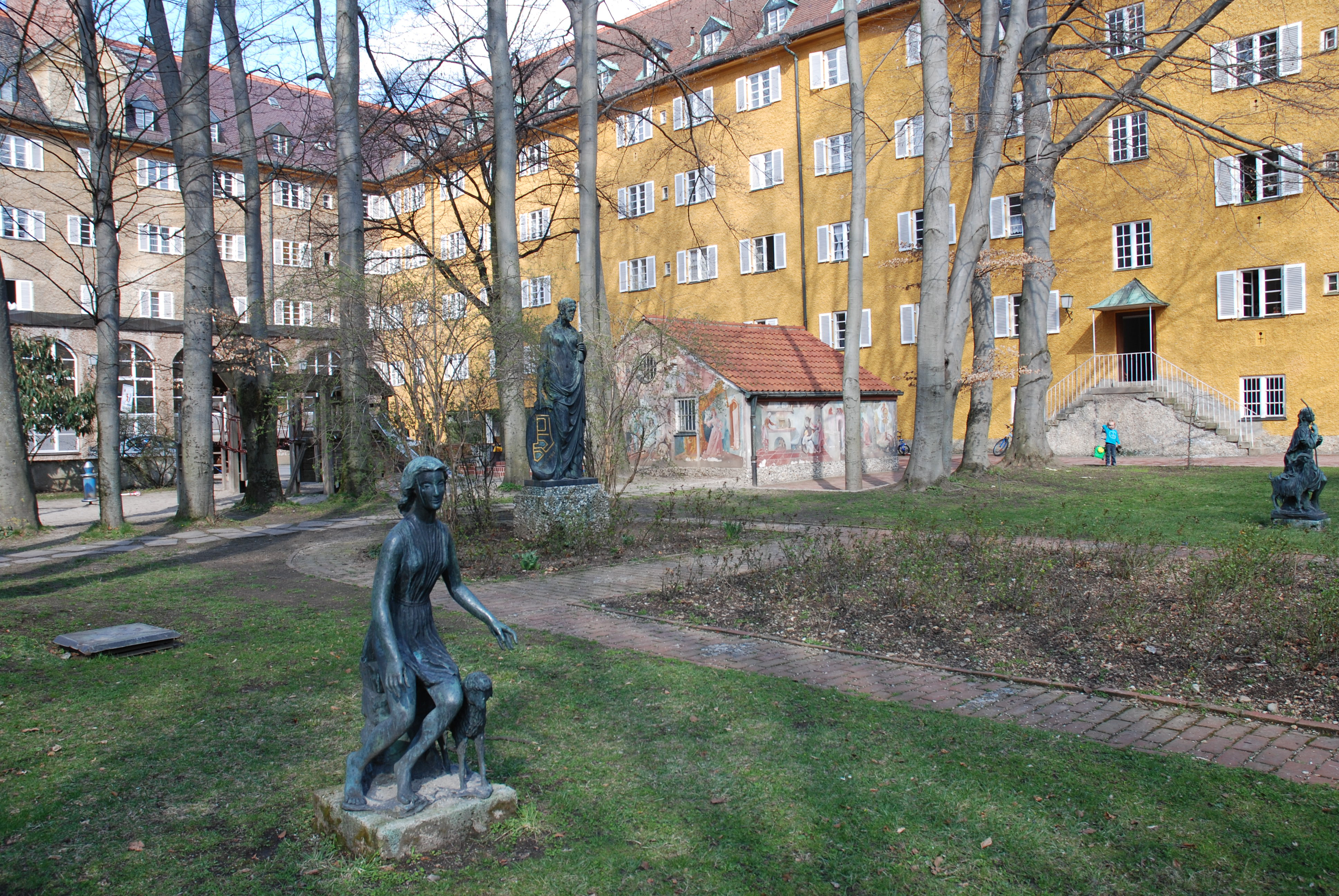
Rosengarten

Borstei är ett byggnadsminnesförklarat bostadsområde i stadsdelen Moosach i München.

## Historia
Borstei byggdes 1924–1929 av arkitekten och byggmästaren Bernhard Borst (1883–1963) på ett 90 000 m² stort markområde vid Dachauer Strasse nordväst om Münchens stadskärna. Omkring 770 två-, tre- och fyrarumsvåningar uppfördes för välbeställd medelklass i fyravåningshus inom ramen för ett enhetligt byggprogram. Husen är grupperade runt smågator och gårdar med konstnärligt utsmyckade trädgårds- och parkanläggningar. Berhard Borst har själv ritat delar av området, och arkitekten Oswald Bieber övriga delar.
Husen uppfördes med en för sin tid hög standard med centralvärme från en egen värmecentral, centraltvätteri och hög hygienisk standard med badrum och varmvatten. Området försågs med varmgarageplatser och lekområden för barn. Borst bodde efter andra världskriget själv i Borstei.
Området har omfattande konstnärlig utsmyckning med fresker, fontäner och skulpturer och har också ett litet museum om området och dess historia.

## Fotogalleri

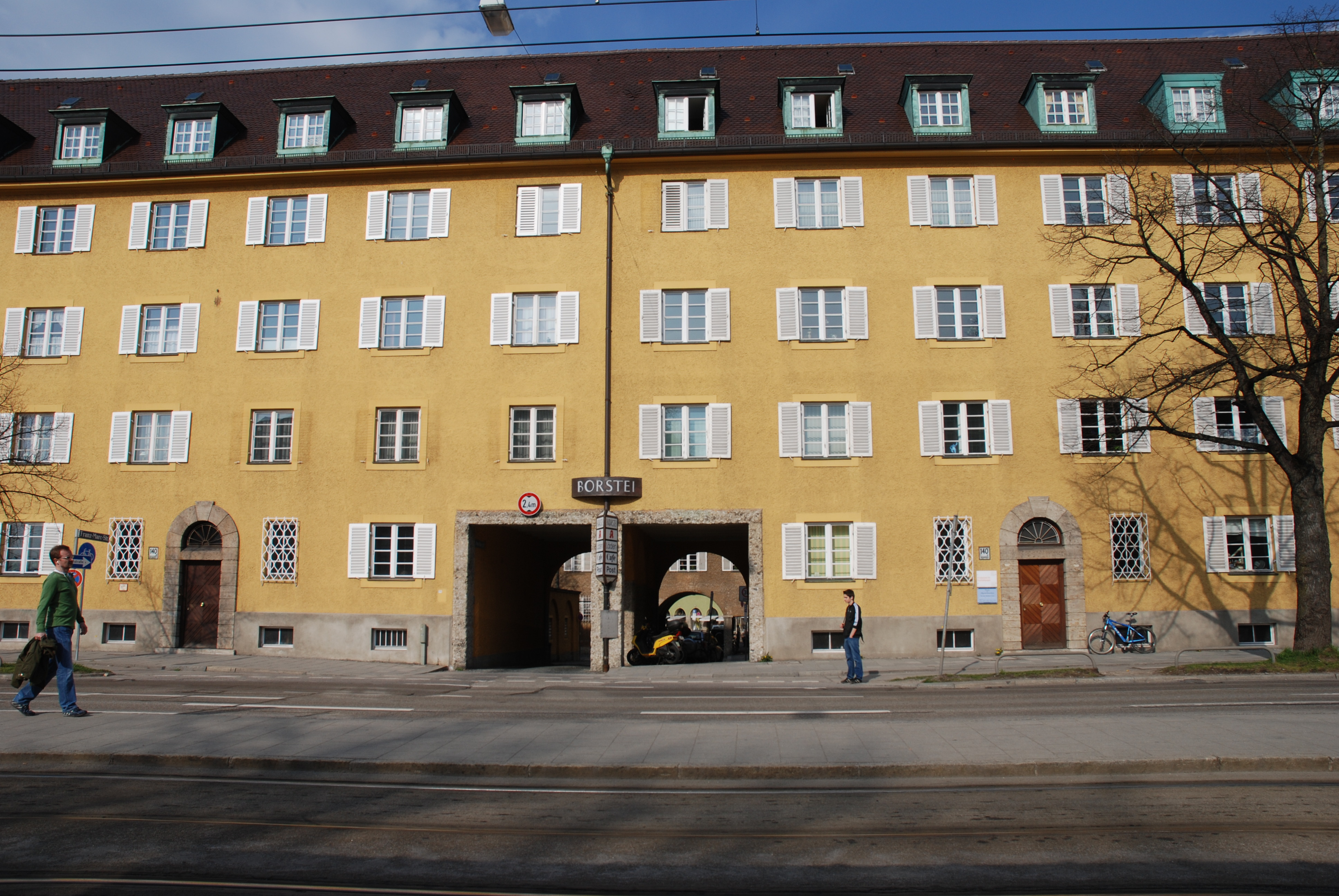
Infarten till Borstei från Dachauer Strasse till Franz-Marc-Strasse.
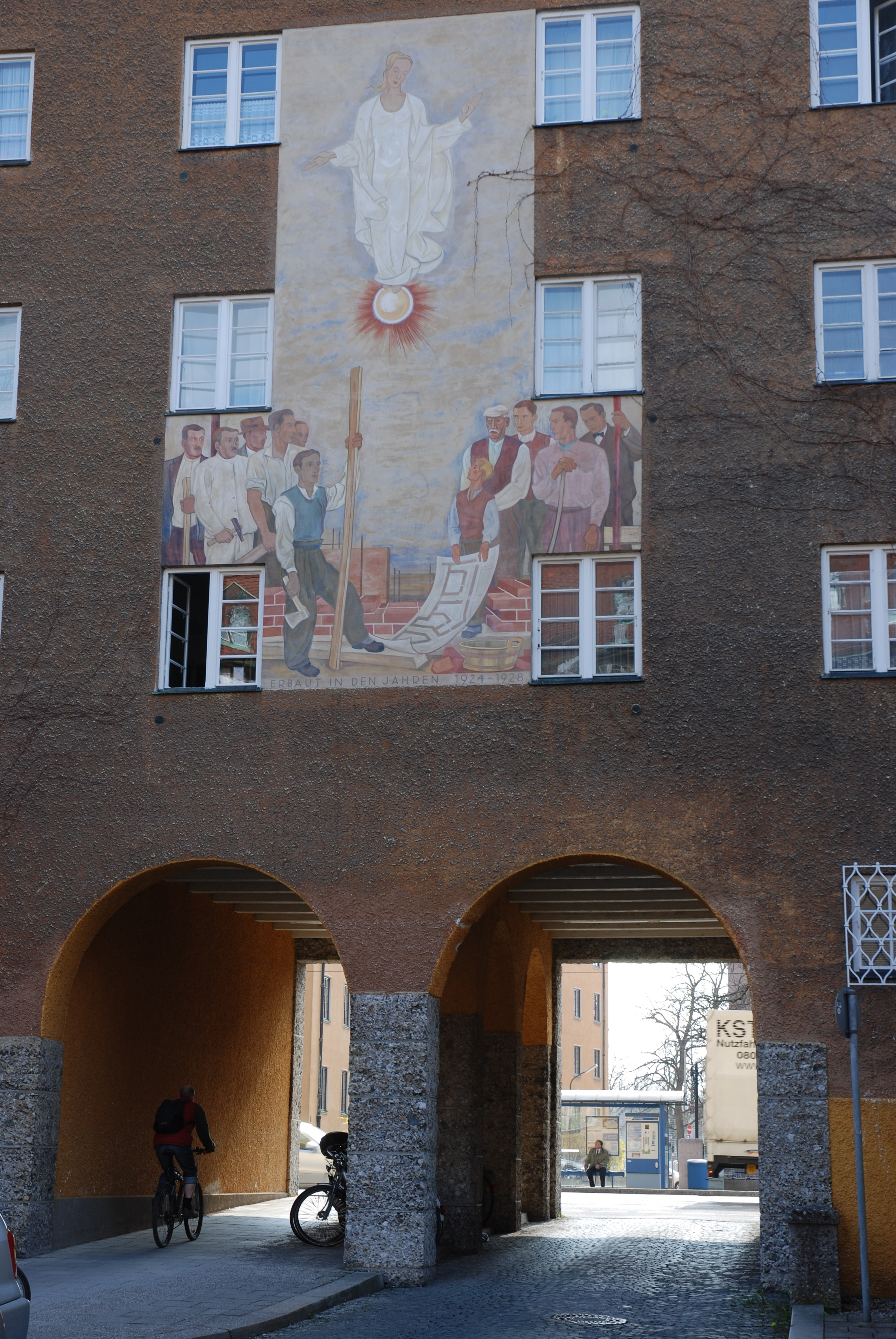
Fresk om byggnadsprojektet över infarten till Franz-Marc-Strasse till Dachauer Strasse.
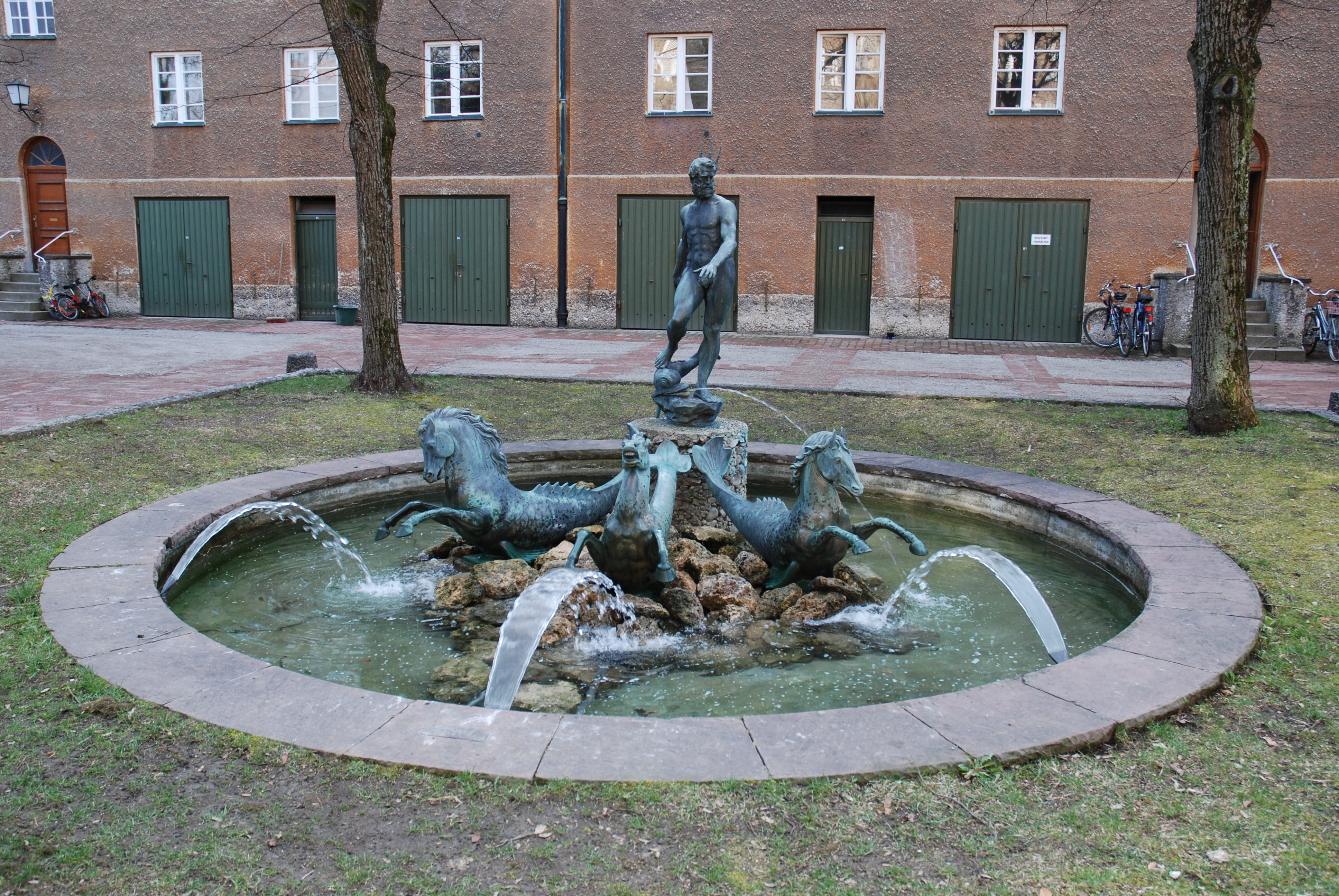
Neptunus-fontän på innergård.
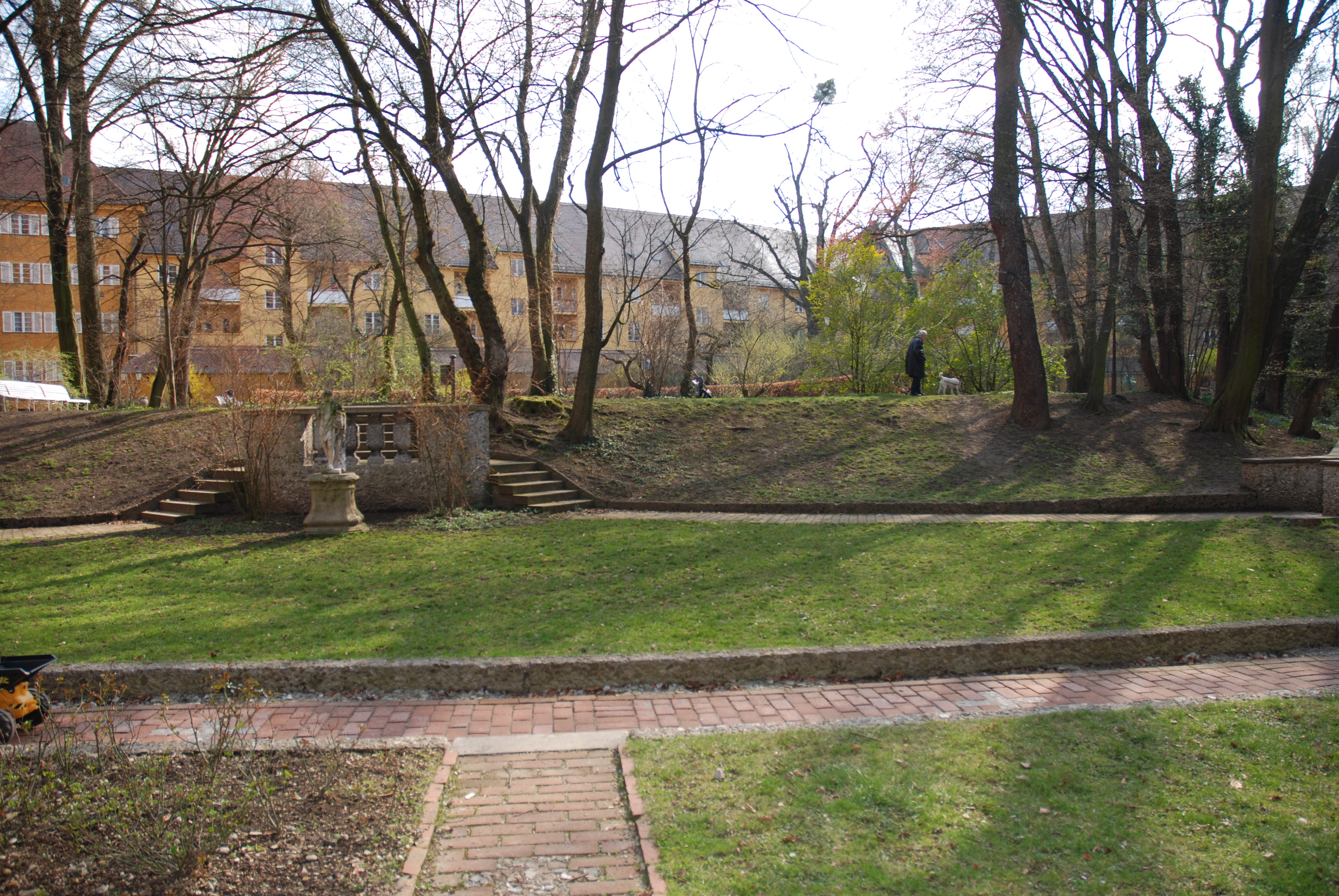
Innergård med lekplats för barn.
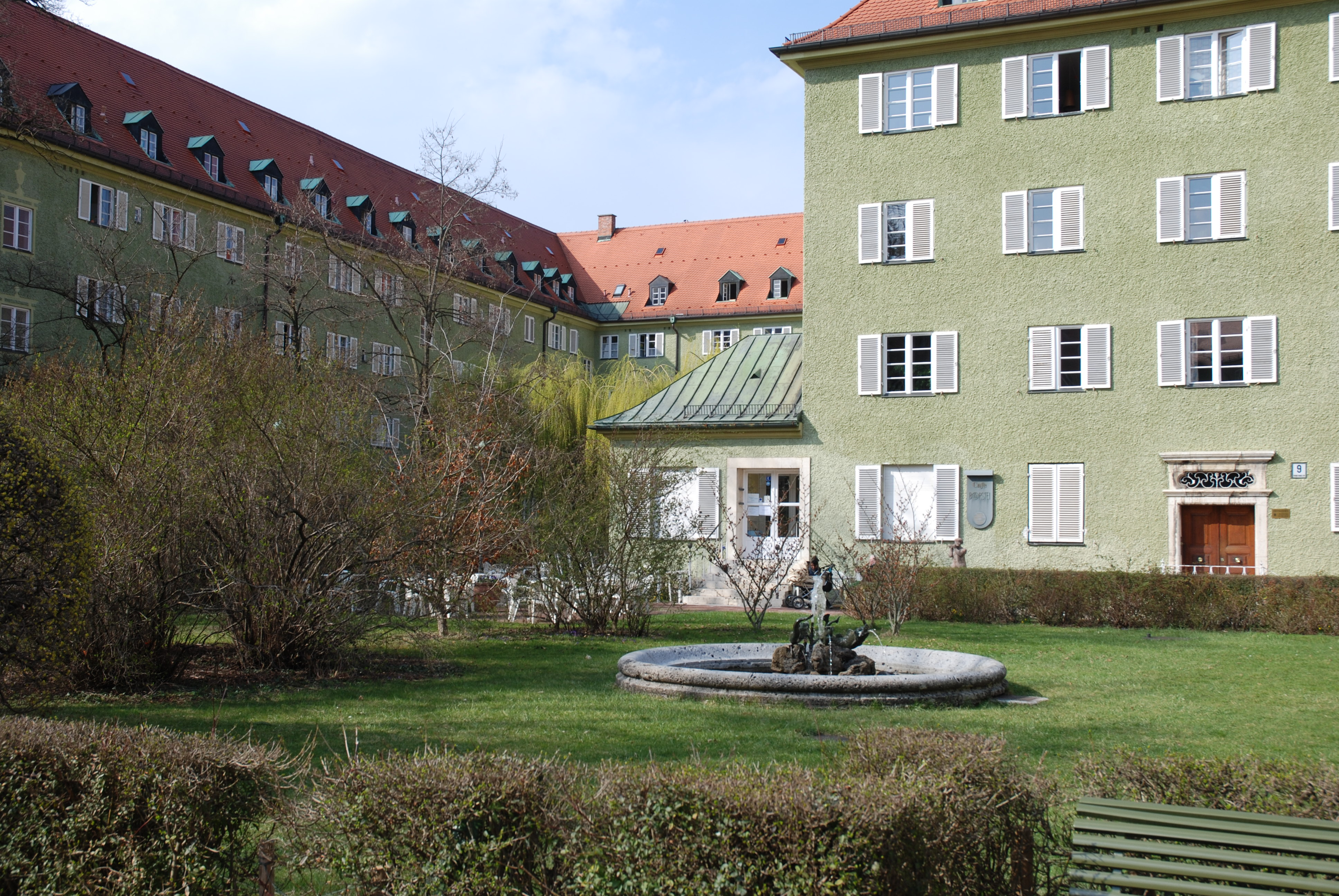
Parken vid områdets köpcentrum.
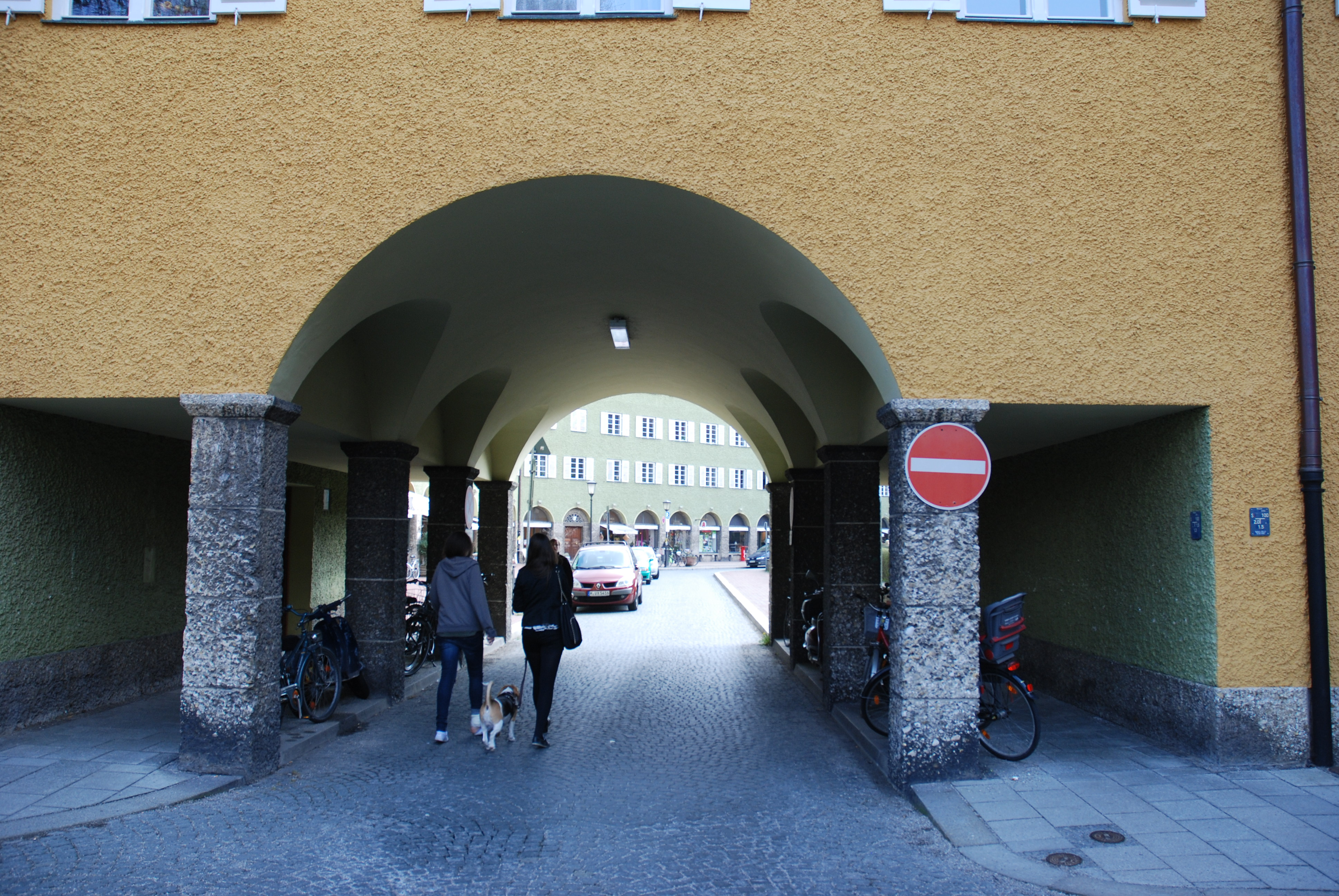
Utfarten från Franz-Marc-Strasse.
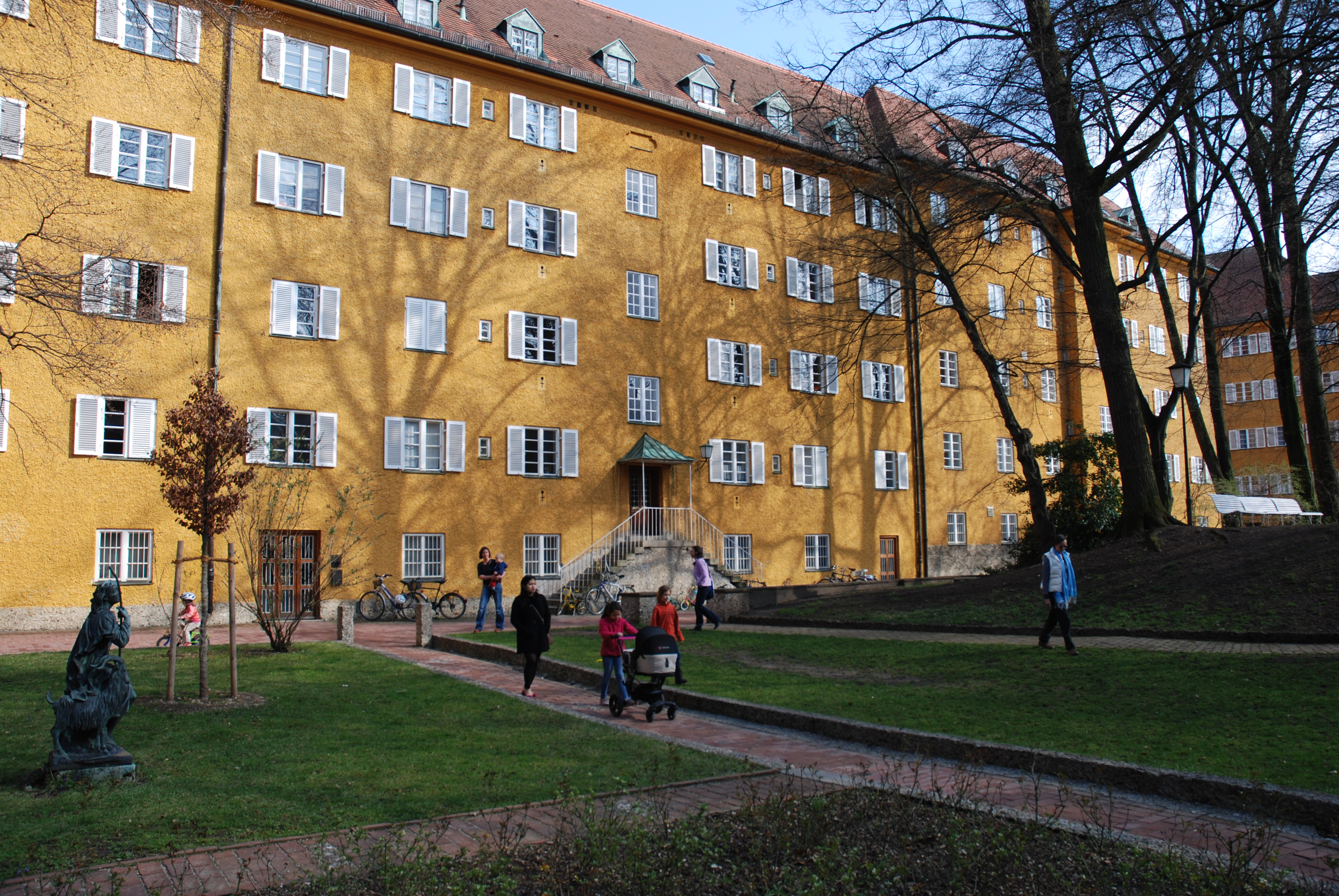
Innergård i Borstei.
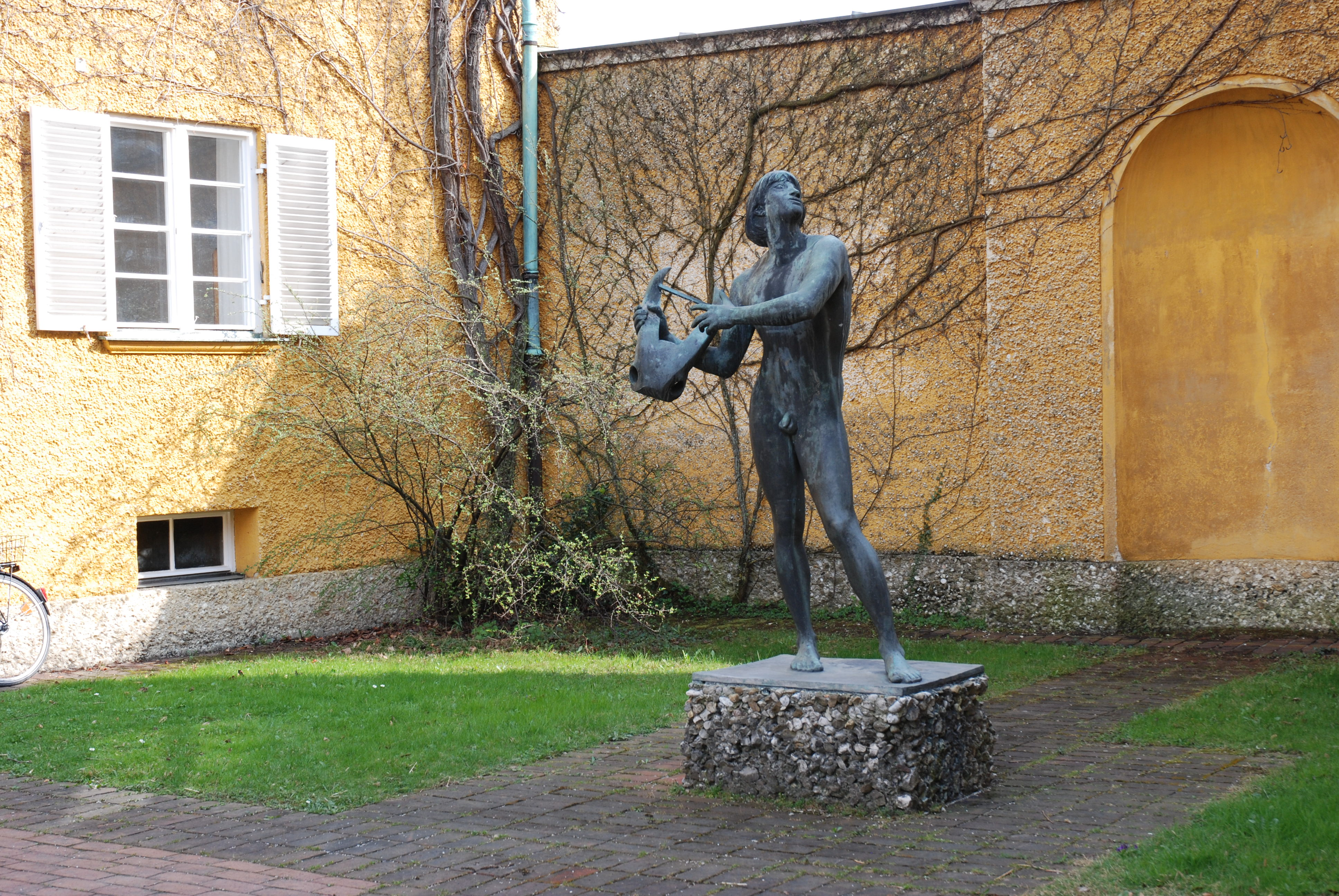
Martin Mayers Orpheus, brons, 1960, Löfftz-Strasse.
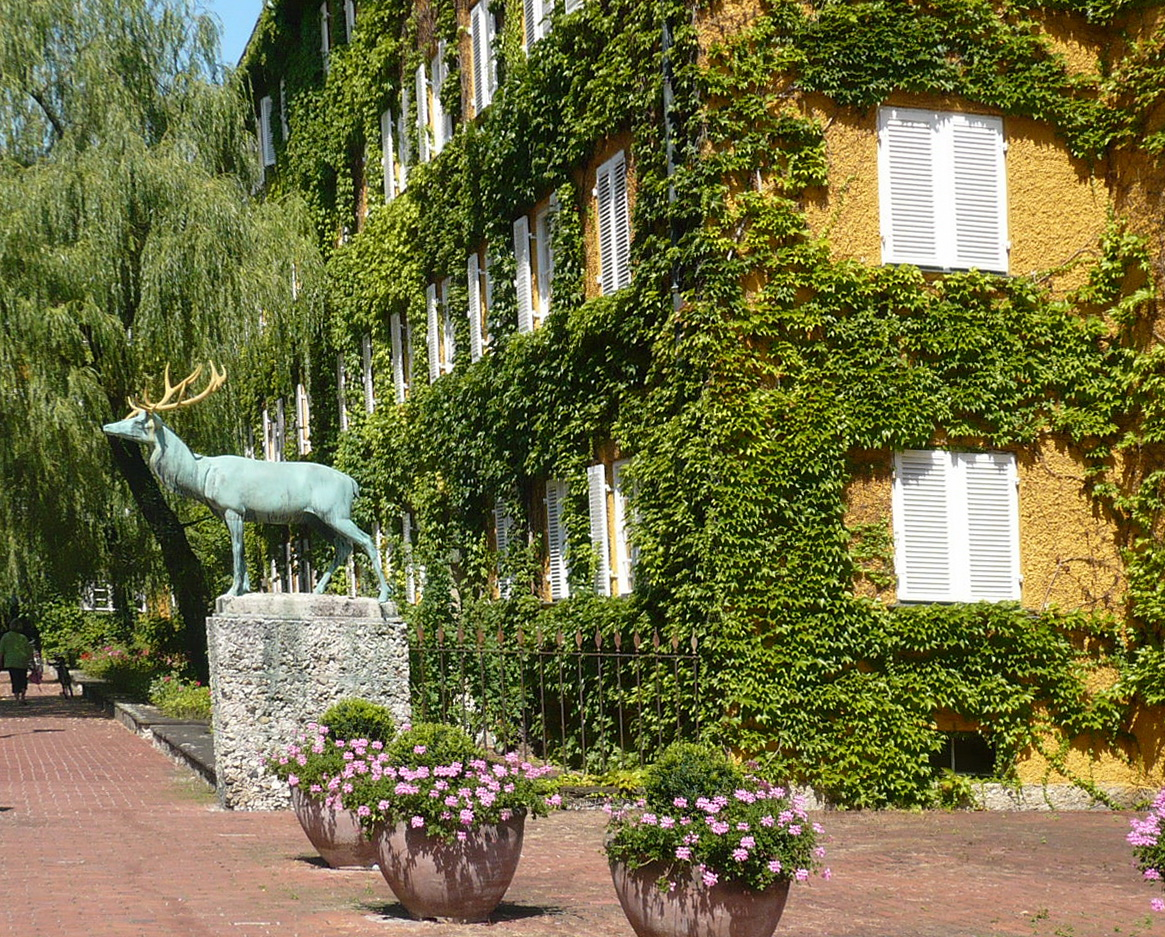
Hildebrandstrasse med Hjorttjur, brons, av Theodor Georgii.
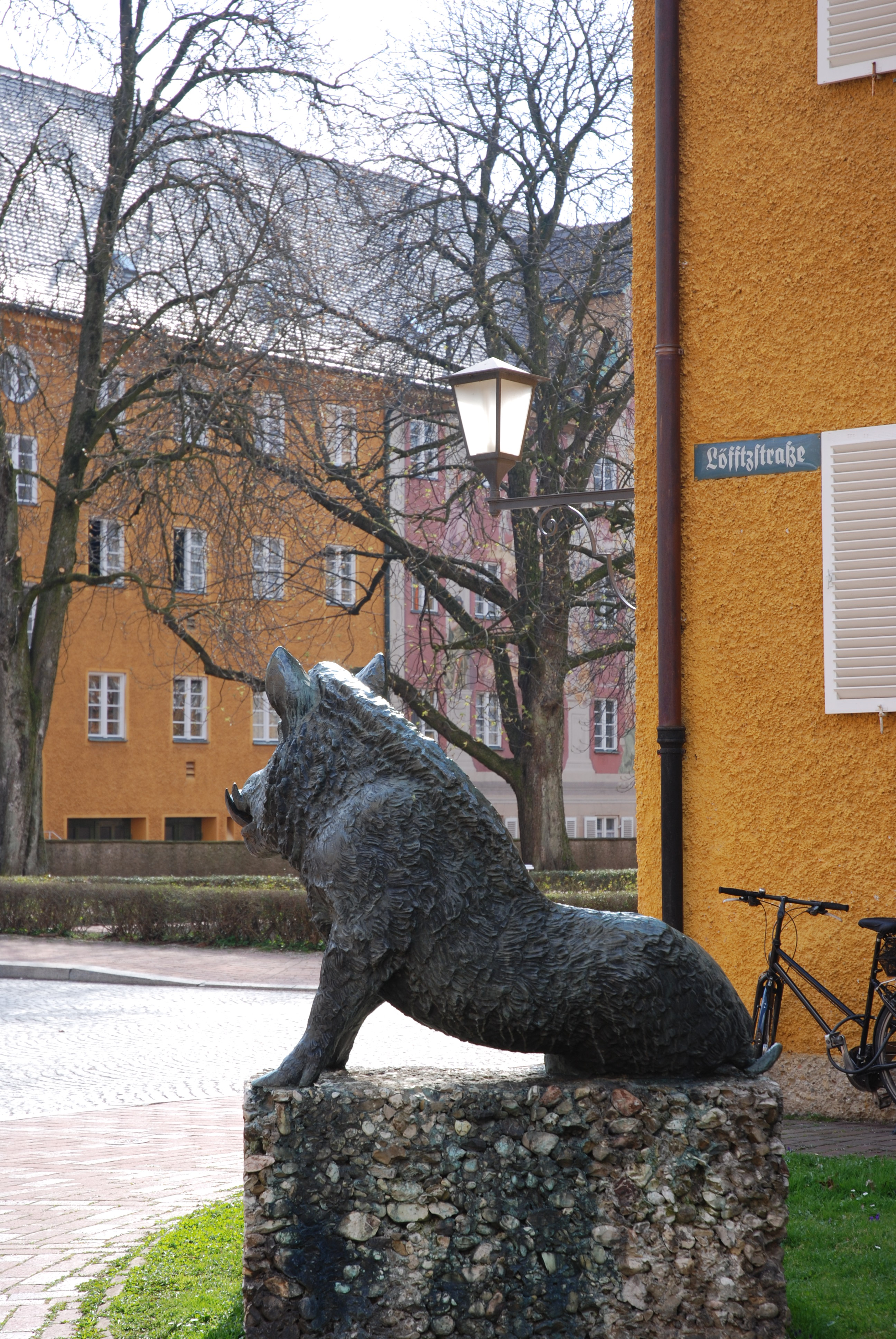
Martin MayersSittande vildsvinsgalt, hörnet Bernard-Mayer-Strasse/Löfftz-Strasse.
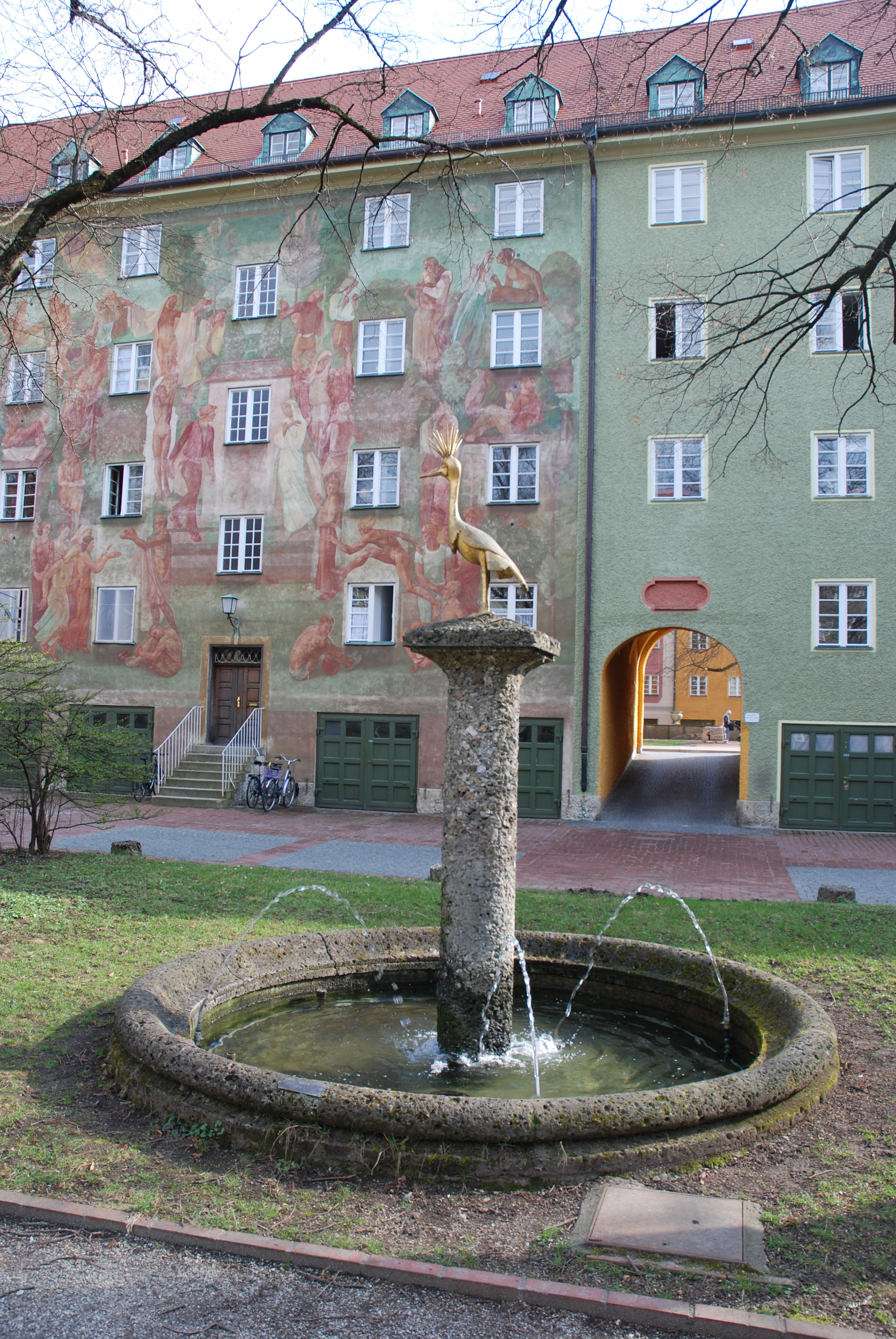
Fresk på hus vid Garten der Ruhe, med fontän i förgrunden.
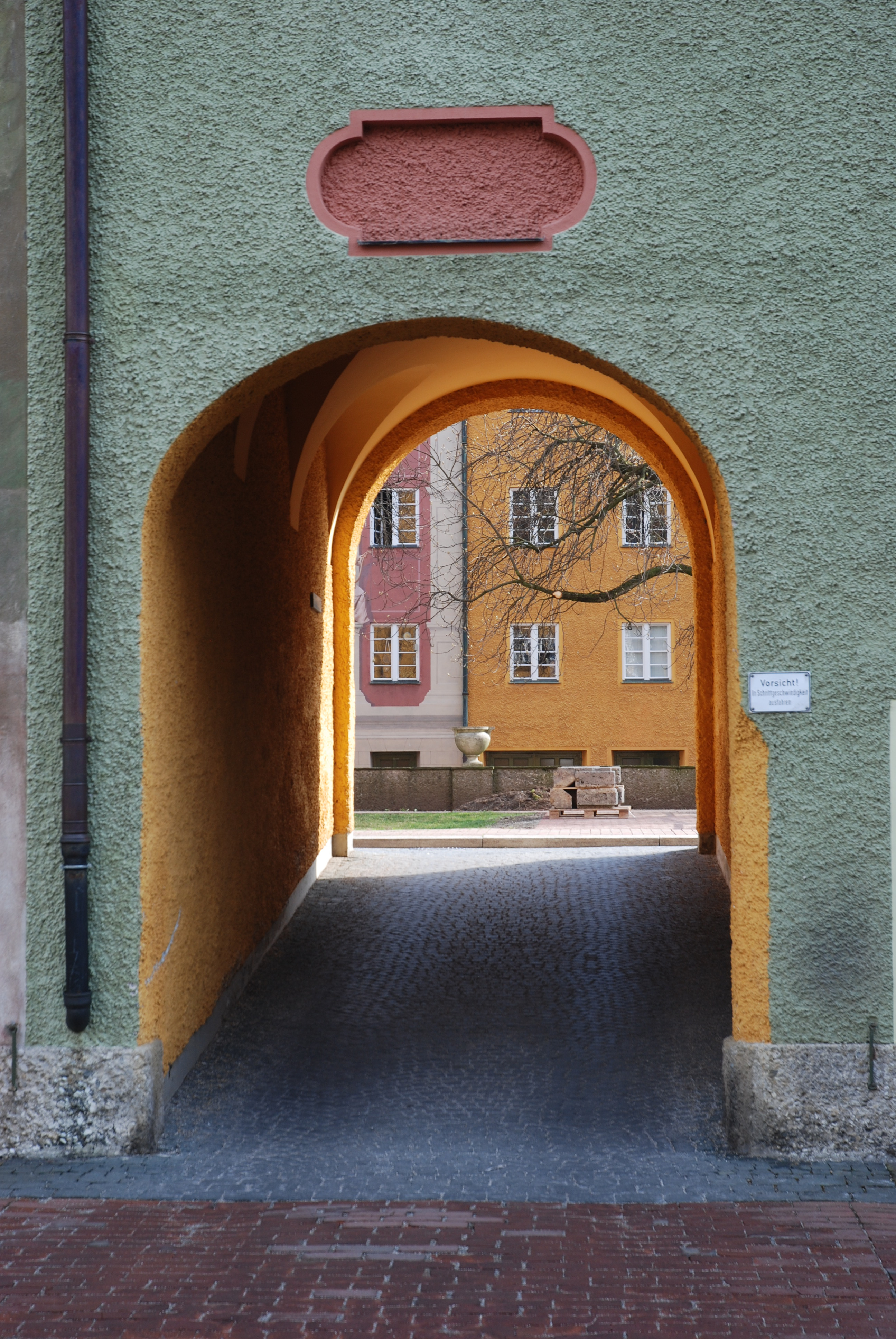
(Den enda) utgången från Garten der Ruhe (Den stilla trädgården), mot Bernhard-Borst-Strasse.
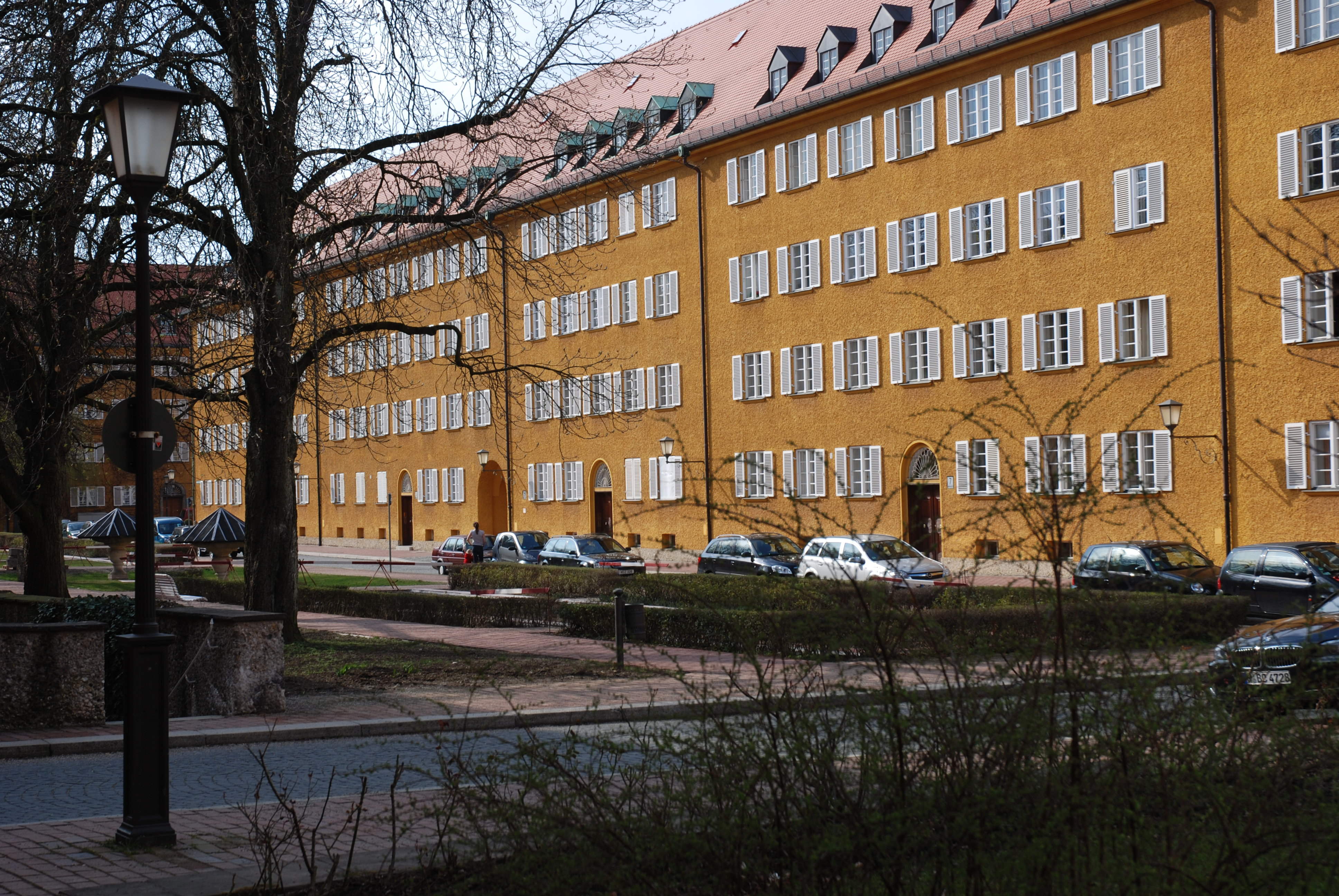
Bernard-Borst-Strasse.
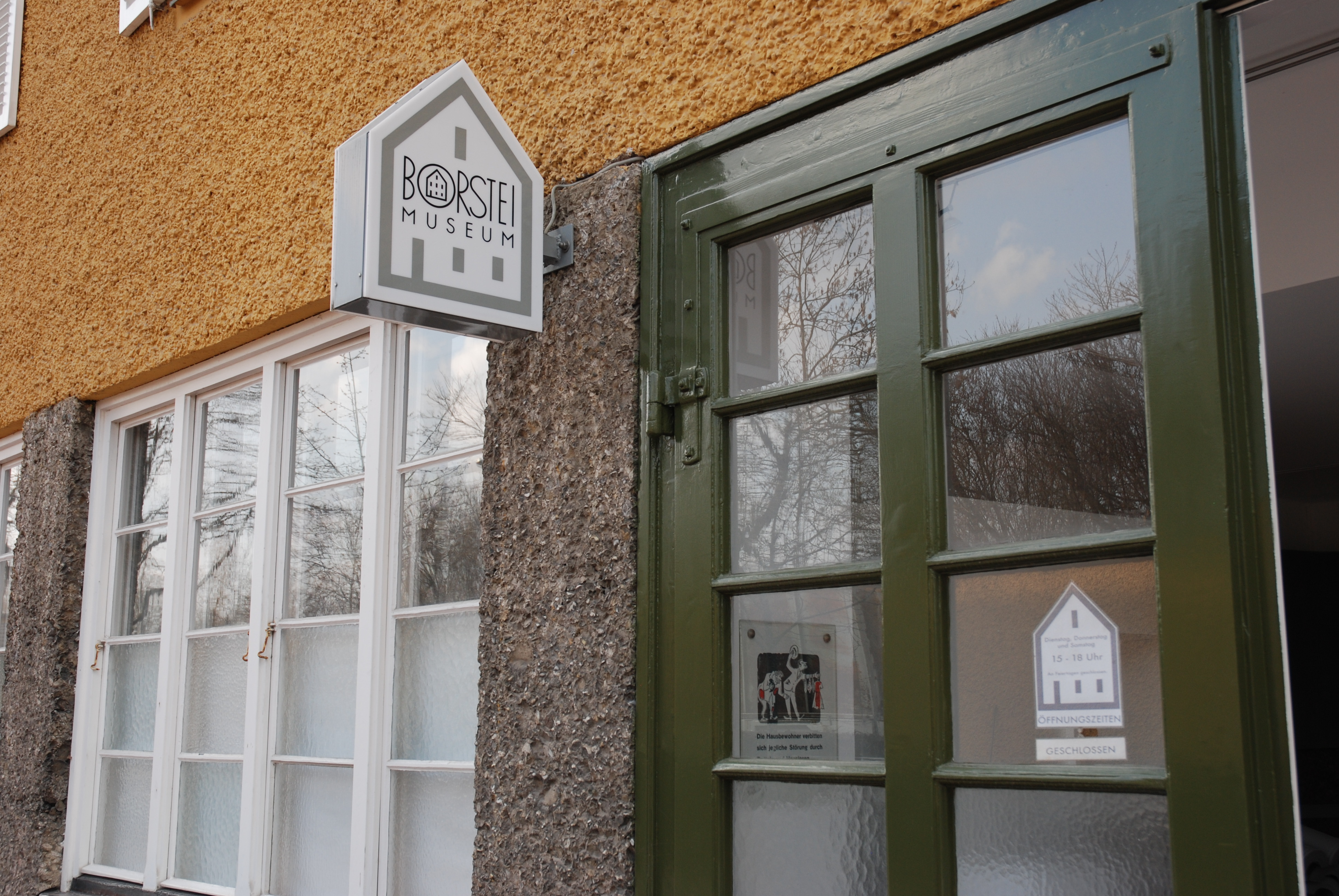
Entrén till Borstei Museum (bakgård till husen vid Löfftz-Strasse).
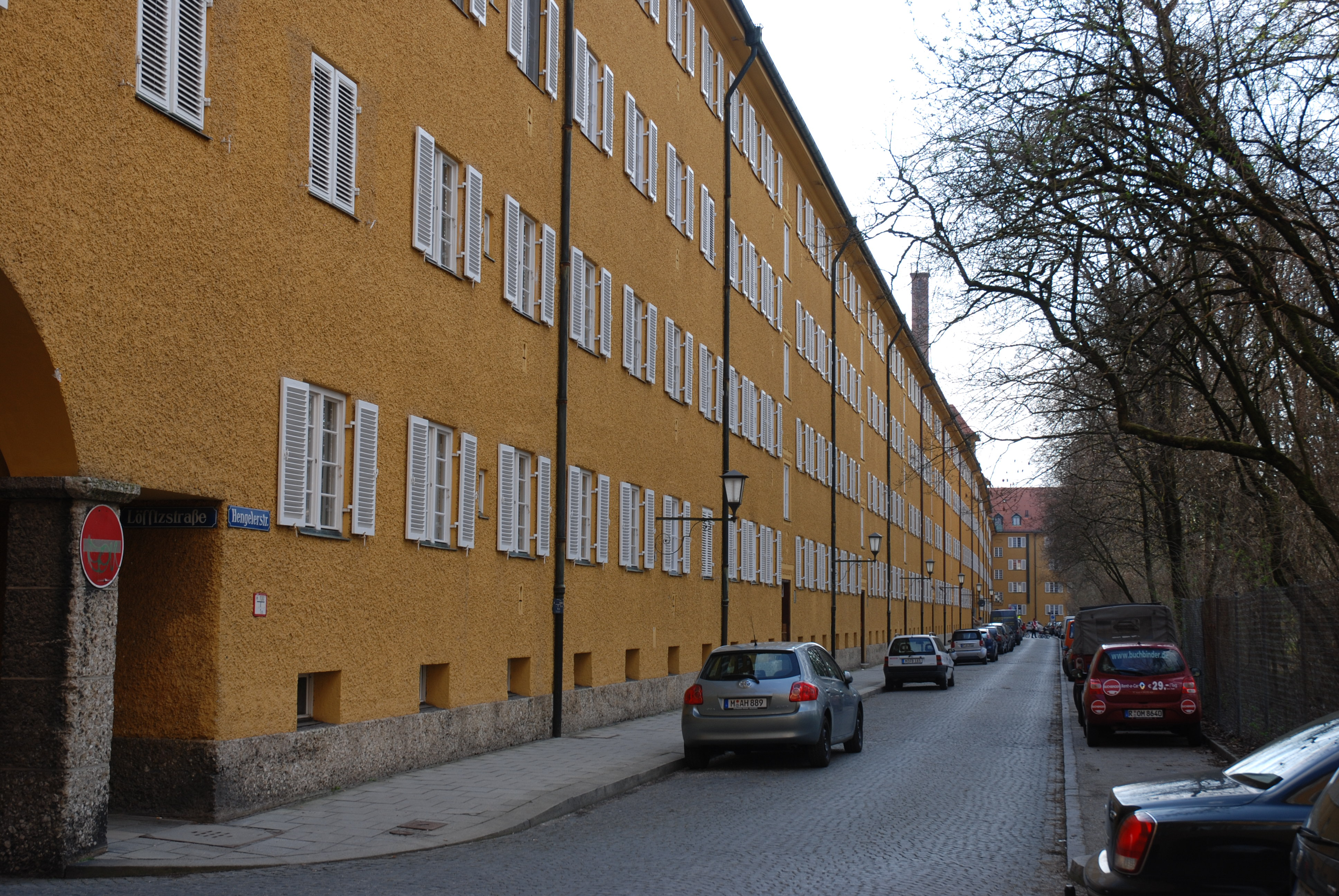
Hengeler Strasse, på utsidan av Borstei norrut.
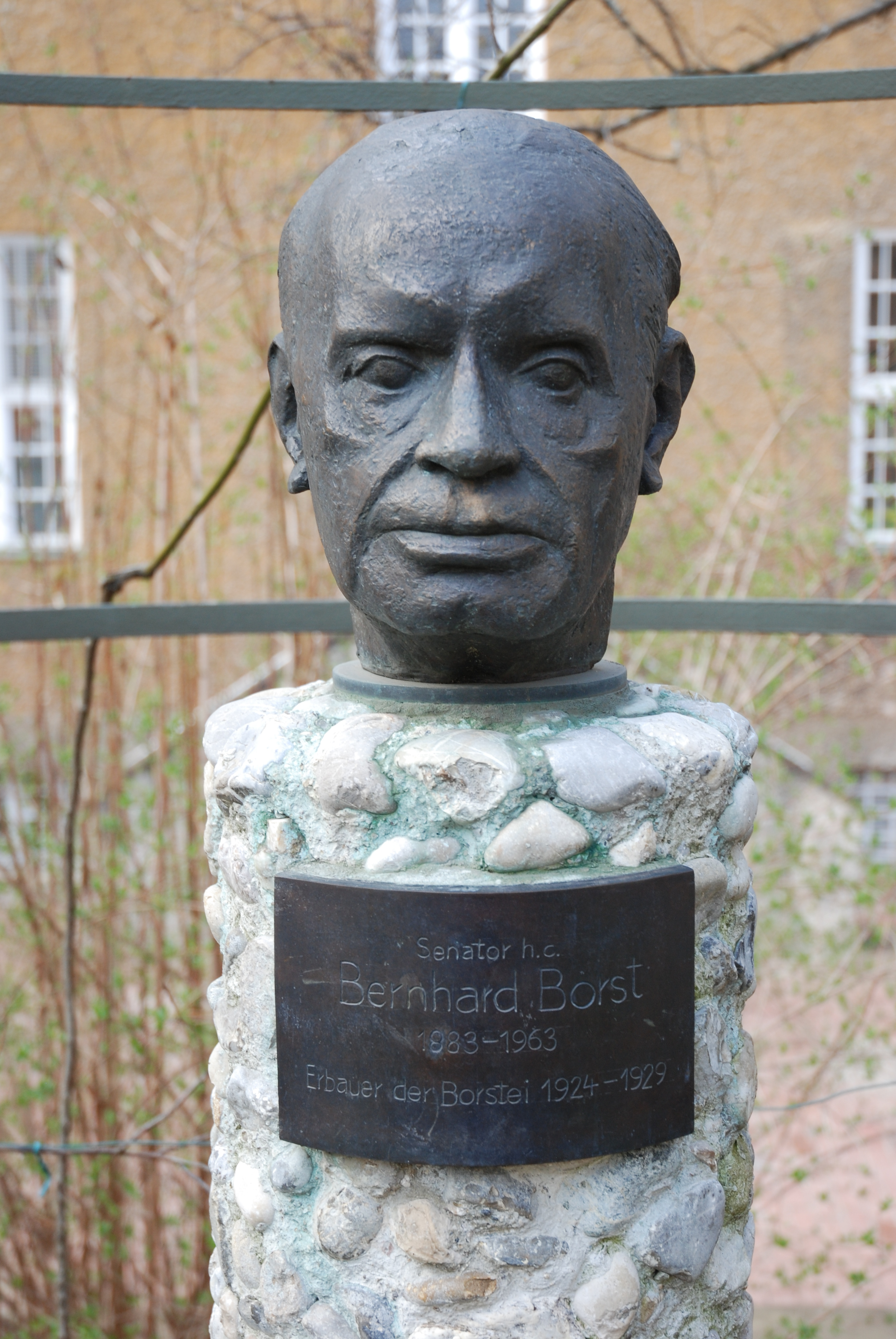
Martin Mayers byst av Bernhard Borst i Rosengarten.
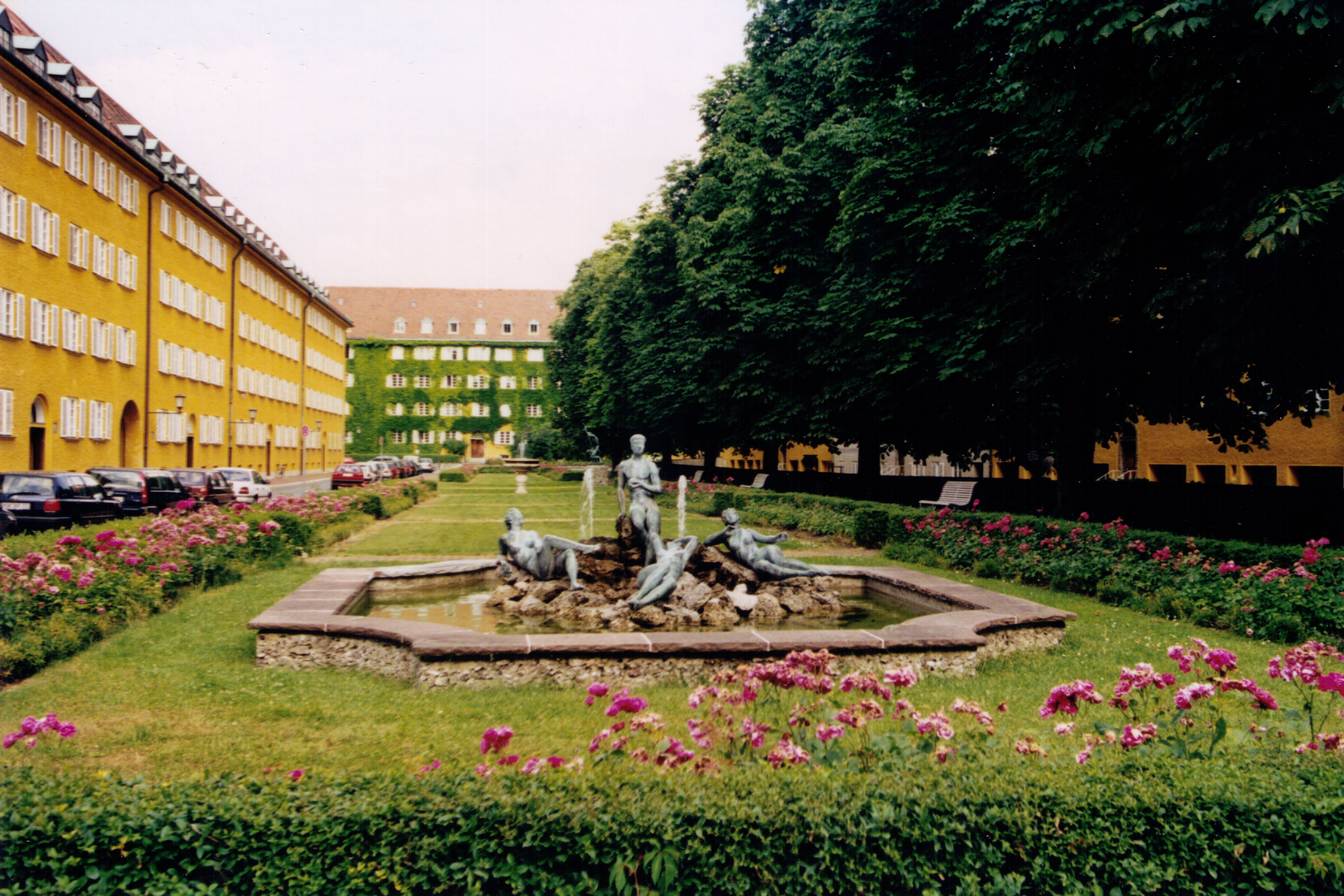
Park utmed Bernhard-Borst-Strasse.